# LEGO Batman
LEGO Batman è una linea tematica di prodotti LEGO dedicata al personaggio di Batman e realizzata su licenza DC Comics a partire dal 2006.

## Storia
La serie è stata inaugurata nel 2006 e in ogni set veniva presentato Batman, alcuni dei suoi comprimari o antagonisti, ed uno o più veicoli. Il design per i set traeva ispirazione sia dalle storie a fumetti, che dalle incarnazioni cinematografiche del personaggio, ad esempio con la Batmobile del set 7888 (The Tumbler: Joker's Ice-Cream Surprise), identica a quella apparsa nel film Il cavaliere oscuro diretto da Christopher Nolan.
Nel 2008 è stato realizzato dalla software house Traveller's Tales il videogame LEGO Batman - Il videogioco, che ha venduto più di 12 milioni di copie.
Da allora non sono stati realizzati ulteriori prodotti LEGO dedicati a Batman, sebbene nel 2011 sia stata annunciata un'ulteriore partnership tra l'azienda e Warner Bros., proprietaria di DC Comics, al fine di realizzare LEGO Super Heroes, serie dedicata ai personaggi DC.

## Prodotti

### Set LEGO
- 2006: 7779 The Batman Dragster: Catwoman Pursuit; 7780 The Batboat: Hunt for Killer Croc; 7781 The Batmobile: Two-Face's Escape; 7782 The Batwing: The Joker's Aerial Assault; 7783 The Batcave: The Penguin and Mr. Freeze's Invasion; 7784 The Batmobile: Ultimate Collector's Edition; 7785 Arkham Asylum.
- 2007: 7786 The Batcopter: The Chase for Scarecrow; 7787 The Bat-Tank: The Riddler and Bane's Hideout.
- 2008: 7884 Batman's Buggy: The Escape of Mr. Freeze; 7885 Robin's Scuba Jet: Attack of The Penguin; 7886 The Batcycle: Harley Quinn's Hammer Truck; 7888 The Tumbler: Joker's Ice-Cream Surprise.

### Videogiochi
- 2008: LEGO Batman: Il videogioco (Lego Batman: The Video Game)
- 2012: LEGO Batman 2: DC Super Heroes
- 2014: LEGO Batman 3: Gotham e oltre (LEGO Batman 3: Beyond Gotham)

### Film
- 2017: LEGO Batman - Il film (The Lego Batman Movie)